# Joseph Leidy

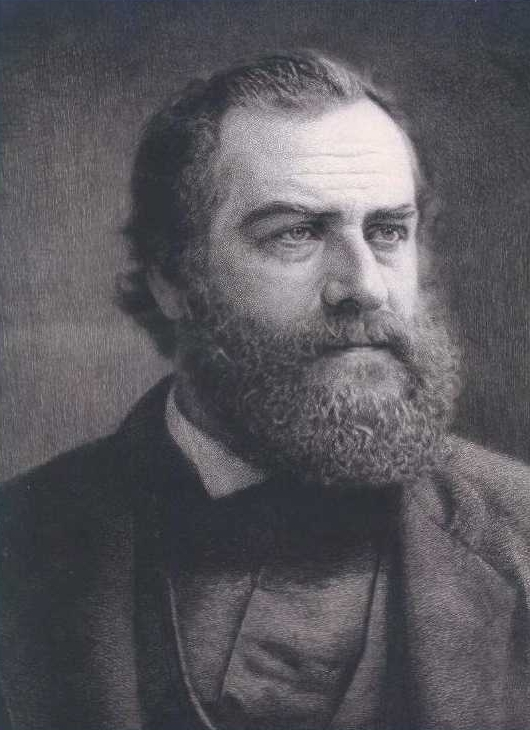
Joseph Leidy

Joseph Mellick Leidy (* 9. September 1823 in Philadelphia, Pennsylvania; † 30. April 1891 ebenda) war ein amerikanischer Anatom, Paläontologe und Protozoologe.

## Biographie
Leidy stammte aus einer im 18. Jahrhundert nach Amerika ausgewanderten Kunsthandwerker-Familie aus Wittenberg, studierte in Philadelphia Medizin und wurde 1844 promoviert.
Er war ab 1853 Professor für Anatomie an der University of Pennsylvania, ab 1871 Professor für Naturgeschichte am Swarthmore College. In seinem Buch Extinct Fauna of Dakota and Nebraska, das 1869 erschien, beschrieb er bis dahin viele unbekannte, ausgestorbene Arten Nordamerikas.
Beispielsweise beschrieb er das von William Parker Foulke in Haddonfield, New Jersey gefundene, erste fast intakte fossile Skelett eines Dinosauriers und nannte die Art Hadrosaurus foulkii.
Über die Paläontologie hinaus, machte sich Leidy als Parasitologe einen Namen. Er erkannte 1846, dass die Trichinellose durch einen Parasiten, Trichinella spiralis, in rohem oder schlecht gekochtem Fleisch verursacht wurde.
Bereits vor Charles Darwin vermutete er, dass die Umwelt Organismen beeinflussen konnte. Als Darwin seine Theorie veröffentlichte, war Leidy von dieser begeistert. Gelegentlich wurde ihm deswegen Atheismus vorgeworfen.
1879 veröffentlichte er die Freshwater Rhizopods of North America, eine Pionierarbeit über die Protisten Nordamerikas.
1848 wurde Leidy in die American Academy of Arts and Sciences und 1857 zum Mitglied der Leopoldina gewählt. Seit 1858 war er korrespondierendes Mitglied der Bayerischen Akademie der Wissenschaften, 1863 gehörte er zu den Gründungsmitgliedern der National Academy of Sciences.